# (2124) Nissen
(2124) Nissen (1974 MK) – planetoida z pasa głównego asteroid okrążająca Słońce w ciągu 5,26 lat w średniej odległości 3,02 au. Odkryta 20 czerwca 1974 roku.